# Кочин (аэропорт)
Международный аэропорт Кочин (малаялам: കൊച്ചി അന്താരാഷ്ട്ര വിമാനത്താവളം англ. Cochin International Airport) (ИАТА: COK, ИКАО: VOCI), также известный как Международный аэропорт Коччи (англ. Kochi International Airport) или Аэропорт Недумбассери (англ. Nedumbassery Airport), расположенный в Недумбассери, недалеко от Кочина (другое название — Коччи), Керала, Индия. Это самый загруженный аэропорт в штате Керала по внутреннему и международному пассажирообороту

## Описание
Аэропорт построен в традиционном стиле Кералы, принадлежит и управляется Cochin International Airport Limited (CIAL), публичной компанией, среди владельцев которой много индийцев-нерезидентов, около 13 % владеет правительство штата. Это первый международный аэропорт Индии, в капитале которой правительство получило миноритарный пакет (13 %), а правовой формой предприятия стало государственно-частное партнёрство. Вместе доли государства и местной власти составляют 26 %. 

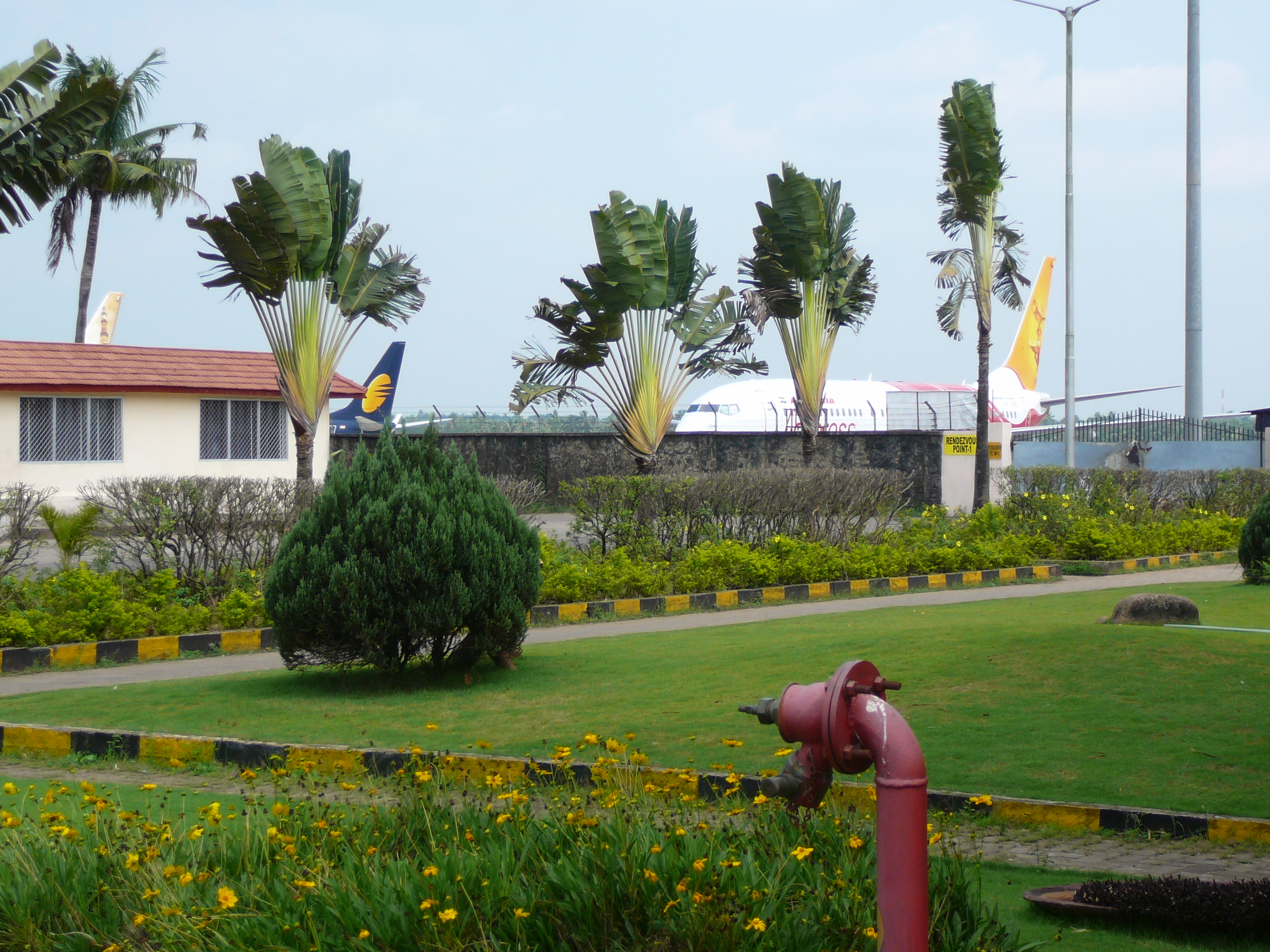
Самолёты в международном аэропорту Кочин

Аэропорт расположен в 30 км от центра города Кочин, в него можно попасть на предоплаченном такси. Так как аэропорт расположен вблизи туристических областей, а, с другой стороны, рядом с аэропортом находятся территории перспективного строительства, то аэропорт имеет существенные перспективы развития. На данный момент он является самым загруженным аэропортом штата Керала.
Взлётно-посадочная полоса длиной 3400 м оборудована для приёма любых типов самолётов, находящихся в коммерческой эксплуатации на сегодняшний день. В настоящее время аэропорт является четвёртым в стране по перевозке международных пассажиров (общий пассажирооборот аэропорта в 2006—2007 годах составил 2.5 млн.) Рулёжная дорожка длиной 3400 м расположена параллельно взлётно-посадочной полосе.
Кочин наряду с немногими другими индийскими аэропортами, такими как Мумбаи, Дели, Ченнай, Бангалор и Хайдарабад может принимать большие самолёты типа Airbus A380. Постройка нового международного терминала с магазинами беспошлинной торговли была недавно завершена.
В аэропорту функционирует два терминала: внутренний и международный. Наземные операции осуществляет Air India, главный поставщик топлива — Bharat Petroleum Corporation Ltd.
Аэропорт имеет 1,8 кв. км., которые могут быть использованы для развития аэропорта или его коммерческой зоны. Существует проект строительства поля для гольфа, бизнес-центра, отелей, гипермаркетов, технопарка и логистических центров.

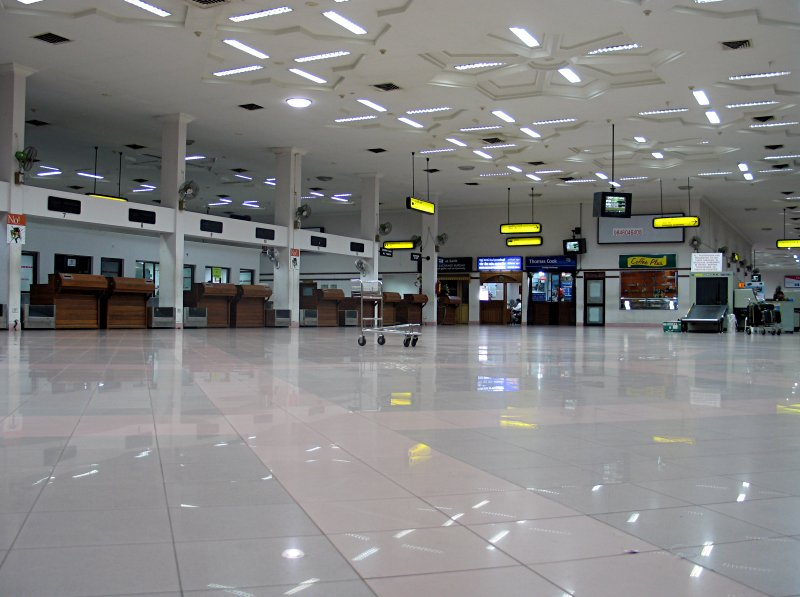
Check-in counters at Cochin Airport

Первый в мире аэропорт который полностью обеспечивает себя электроэнергией на солнечных батареях.

## История
- Октябрь 1991 — Правительство приняло решение построить новый аэропорт вместо расширения существующего военно-морского аэропорта.
- Март 1993 — Одобрение проекта Министерством Гражданской Авиации.
- 25 мая 1999 — Официальное открытие аэропорта.
- 1 июня 1999 — Внутренние рейсы были переведены с военно-морского аэропорта на острове Виллингтона.
- 10 июня 1999 — Первый рейс Air India.
- 21 июня 1999 — Аэропорт принял первый Boeing 747.

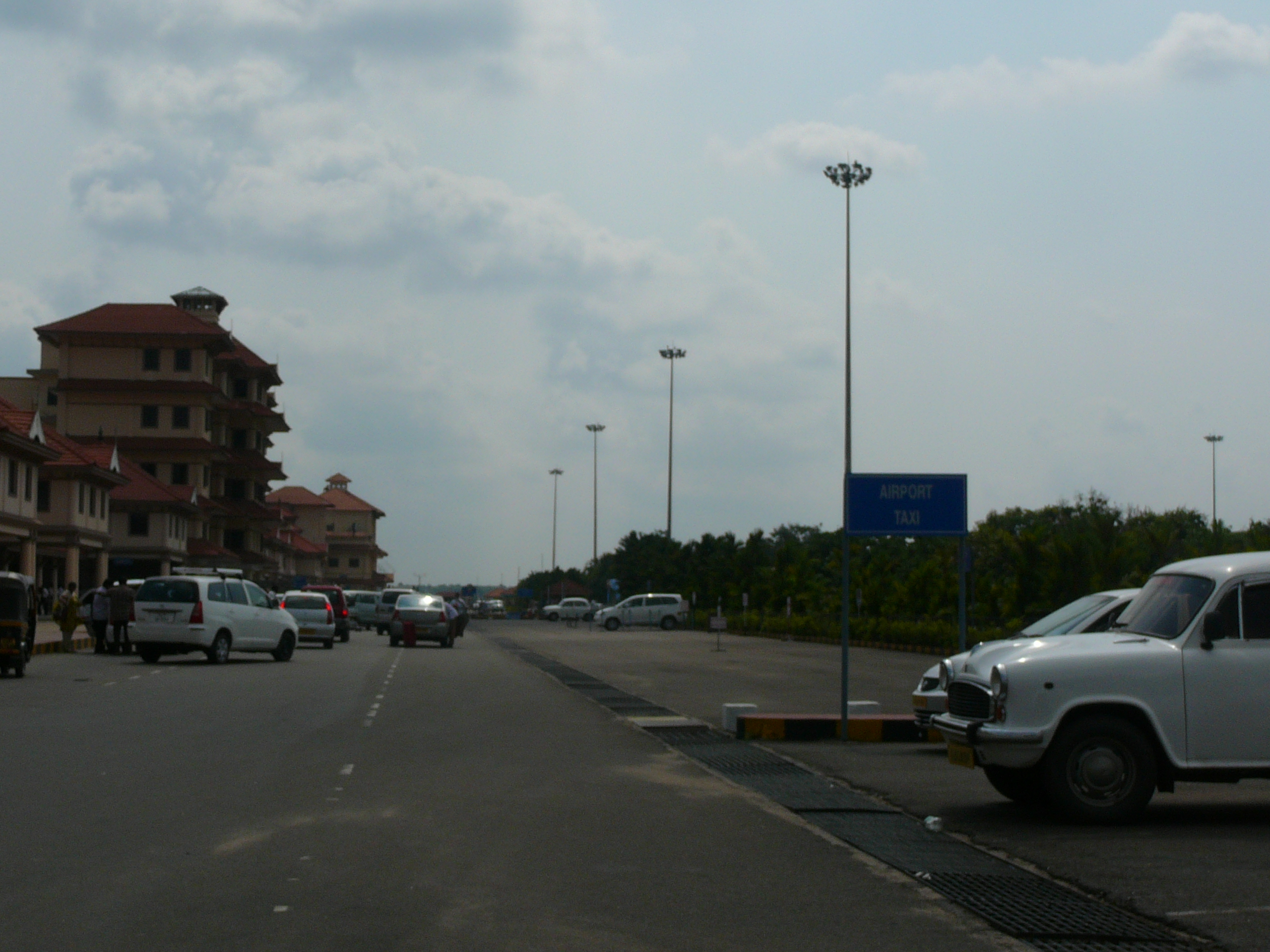
Парковка у аэропорта

## Авиакомпании и назначения

### Внутренний терминал
- Air India (Мумбаи)
  - Air India Express (Калькутта, Мангалор, Мумбаи, Тривандрум)
- GoAir (Delhi, Мумбаи)
  - Indian Airlines (Бангалор, Калькутта, Ченнай, Дели, Мумбаи, Тривандрум)
- IndiGo Airlines (Дели, Хайдарабад)
- Jet Airways (Бангалор, Ченнай, Дели, Мумбаи)
  - Jet Lite (Бангалор, Дели, Хайдарабад)
- Kingfisher Airlines (Агатти, Бангалор, Калькутта, Ченнай, Гоа, Хайдарабад, Мангалор, Тривандрум)
  - Kingfisher Red (Бангалор, Мангалор, Мумбаи)

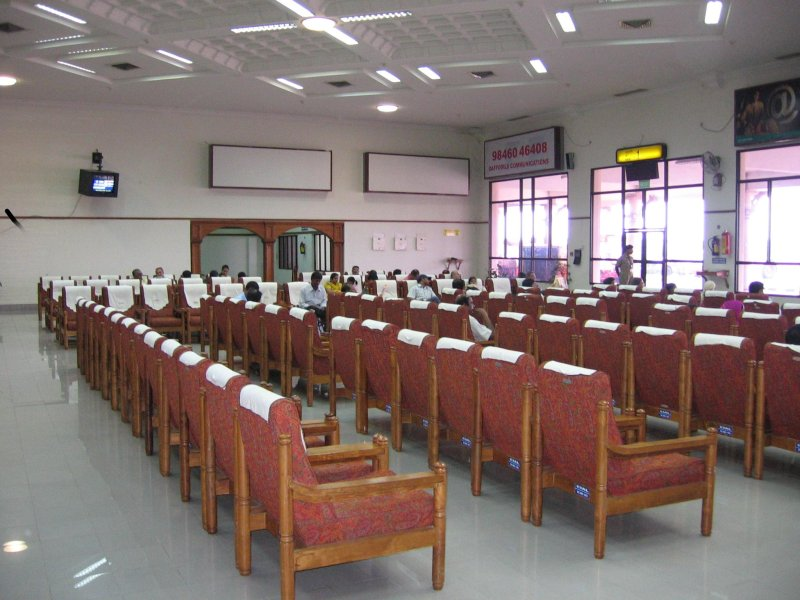
Зона вылета аэропорта Кочина

- Paramount Airways (Ченнай)

### Международный терминал
- Air Arabia (Шарджа)
- Air India (Даммам, Джедда, Эль-Рияд)
  - Air India Express (Абу-Даби, Аль-Эйн, Бахрейн, Доха, Дубай, Кувейт, Маскат, Салала, Шарджа)
  - Indian Airlines (Бахрейн, Доха, Маскат, Шарджа)
- Bahrain Air (Бахрейн)
- Emirates Airline (Дубай)
- Etihad Airways (Абу-Даби)
- Gulf Air (Бахрейн)
- Jazeera Airways (Дубай, Кувейт)
- Jet Airways (Бахрейн, Доха, Кувейт, Маскат)
- Kuwait Airways (Кувейт)
- Oman Air (Маскат)
- Qatar Airways (Доха)
- Saudi Arabian Airlines (Даммам, Джедда, Эль-Рияд)
- Singapore Airlines (Сингапур)
- SriLankan Airlines (Коломбо)

## Внешние ссылки
- Cochin International Airport Limited (официальный сайт)
- Международный аэропорт Кочин на сайте Airports Authority of India
- Спутниковый снимок аэропорта.

Данные аэропорта:
- Информация об аэропорте VOCI с сайта World Aero Data.
- FallingRain.com: Airport COCHIN INTL (VOCI)
- A-Z World Airport Data